# Ален Шеранић
Ален Шеранић (Бања Лука, 1977) босанскохерцеговачки је лекар, политичар и тренутни министар здравља и социјалне заштите Републике Српске. Члан је Савеза независних социјалдемократа и бивши министар науке и технологије Републике Српске.

## Биографија
Шеранић је рођен 1977. године у Бањој Луци где је завршио основну школу и гимназију. Године 2004. завршио је Медицински факултет Универзитета у Бањој Луци, а 2007. специјализирао је на породичној медицини. На Универзитету Киле у Великој Британији магистрирао је 2010. године, а 2015. стекао специјализацију на пољу епидемологије.
Након завршетка факултета радио је три године у Дому здравља „Кључ” као доктор породичне медицине, након чега је до 2018. године био на разним позицијама у Министарству здравља и социјалне заштите Републике Српске. Дана 8. маја 2018. године Шеранић је по први пут постао члан Владе Републике Српске, када је изабран за министра науке и технологије, наследивши Јасмина Комића.
Након Општих избора у Босни и Херцеговини 2018. и формирања нове Владе Републике Српске Радована Вишковића, Шеранић и даље остаје у њеном саставу, али је за нови мандат изабран за министра здравља и социјалне заштите. Дана 18. децембра 2018. године службено је изабран од стране Народне скупштине Републике Српске на позицију министра здравља и социјалне заштите, наследивши Драгана Богданића.